# Chantal Beltman
Chantal Beltman (Slagharen, 25 augustus 1976) is een Nederlands voormalig wielrenster. Ze kwam tweemaal uit op de Olympische Spelen.
In 1991 werd Beltman door Thea van Rijnsoever geselecteerd voor de junior-dames selectie, waardoor ze de mogelijkheid kreeg internationale wedstrijden te rijden. In 2000 werd Beltman tweede bij het wereldkampioenschap wielrennen, achter de Wit-Russin Zinaida Stahurskaya. In datzelfde jaar deed ze mee aan de Olympische Zomerspelen en werd ze 37e in de wegwedstrijd. Acht jaar later moest ze bij de Olympische Zomerspelen 2008 in Peking genoegen nemen met de 47e plaats op ditzelfde onderdeel. In augustus 2009 beëindigde zij na vijftien jaar haar loopbaan.
Haar jongere zus Ghita Beltman was ook actief als wielrenster.

## Erelijst
1998
- 1e etappe RaboSter Zeeuwsche Eilanden

1999
- 7e in Eindklassement UCI Road Women World Cup

2000
- 1e WB-wedstrijd Rotterdam Tour
- 4e in Eindklassement UCI Road Women World Cup

2001
- 5e etappe Women's Challenge
- Proloog Ronde van Bretagne
- 19e in Eindklassement UCI Road Women World Cup

2002
- Proloog Ronde van Italië voor vrouwen

2003
- Rotterdam Tour

2004
- Parel van de Veluwe
- Omloop van Borsele
- Eindklassement RaboSter Zeeuwsche Eilanden

2005
- 2e etappe RaboSter Zeeuwsche Eilanden

2006
- Flèche hesbignonne
- Open de Suède Vårgårda

2007
- WB-wedstrijd Open de Suède Vårgårda

2008
- Ronde van Drenthe
- Liberty Classic